# Henry FitzRoy (5. książę Grafton)
Henry FitzRoy (10 lutego 1790 - 26 marca 1863 w Wakefield Lodge) – brytyjski polityk i arystokrata, najstarszy syn George'a FitzRoya, 4. księcia Grafton i lady Charlotte Marii Waldegrave, córki 2. hrabiego Waldegrave. Zasiadał w Izbie Gmin z okręgów Bury St Edmunds (1818–1820 i 1826–1831) i Thetford (1834–1841). Po śmierci ojca w 1844 r. odziedziczył tytuł księcia Grafton i zasiadł w Izbie Lordów.
20 czerwca 1812 r. w Lizbonie, poślubił Mary Caroline Berkeley (18 czerwca 1795 - 10 września 1873), córkę admirała sir George'a Cranfielda Berkeleya i Emily Charlotte Lennox, córki generała George'a Henry'ego Lennoxa. Henry i Mary mieli razem trzech synów i dwie córki:
- Mary Elisabeth Emily FitzRoy (1817 - 22 sierpnia 1887), żona Augustusa Fredericka Phippsa, miała dzieci
- Maria Louisa FitzRoy (18 kwietnia 1818 - 10 maja 1902), żona Edwarda Douglas-Pennanta, 1. barona Penrhyn, miała dzieci
- William Henry FitzRoy (5 sierpnia 1819 - 21 maja 1882), 6. książę Grafton
- Augustus Charles Lennox FitzRoy (22 czerwca 1821 - 4 grudnia 1918), 7. książę Grafton
- Frederick John FitzRoy (4 kwietnia 1923 - luty 1919), ożenił się z Catherine Sarah Wilhelminą Wescomb i miał dzieci